# 文惠桥
文惠桥是位于中華人民共和國广西柳州市中心，跨柳江的一座桥梁，全长587.409米，于1992年9月12日开工，建成于1994年12月30日，为广西第一座中承式钢管混凝土拱桥，分别连接柳江南北的文惠路和荣军路。